# グリフ・リース
グリフ・リース（Gruff Rhys、1970年7月18日 - ）は、イギリス・ウェールズ・ハーバーフォードウェスト出身のミュージシャン。

## 概説
スーパー・ファーリー・アニマルズのメンバーでありボーカル・ギター・作詞作曲を担当している。ファーリーズの楽曲の多くはデモや大まかな骨組みをグリフが作り、それをメンバーとジャムセッションや議論しながら作り上げていくいうスタイルを主としている。
1990年には、既にスーパー・ファーリー・アニマルズの前身バンドといえる「Ffa Coffi Pawb」をダフ（現ファーリーズのドラマー）、ロードリ・ピュウ（同郷ウェールズのバンド「ゴーキーズ・ザイゴティック・マンキ」のギタリスト）らと結成していた。
1993年にファーリーズとして本格デビューして以降、ウェールズ人としてのアイデンティティと、ユーモアとシニカルと知性にあふれたポップイズムで確固たる地位を築き上げる。その後もほぼ休みなくコンスタントに作品のリリースを続け、バンドが安定期に入った2000年以降からは、モグワイのアルバムにボーカル参加するなど対外活動が活発化。2005年に、全編ウェールズ語で歌われた『アル・アタル・ゲンヘッドライス』で本格的にソロ活動にも着手。2年後には2ndソロ・アルバム『キャンディライオン』をリリース。他にも、シミアン・モバイル・ディスコの2ndアルバム『テンポラリー・プレジャー』やゴリラズの3rdアルバム『プラスティック・ビーチ』にてボーカル参加するなど客演も多くこなしている。
2007年にはサイド・プロジェクトとしてエレクトロニック・ポップ・ユニットネオン・ネオンを始動。翌年にはファーリーズとネオン・ネオンの活動を並行しながらの世界ツアーも敢行し、フジロック・フェスティバル'08にはネオン・ネオンとして、2週間後のサマーソニック'08にはファーリーズとして出演するなど多忙を極めた。2011年2月2日、ソロとしては3作目となるアルバム、『ホテル・シャンプー』を日本先行でリリースした。
デビュー以降、本業であるスーパー・ファーリー・アニマルズの活動を全く停滞させることなくハイペースで創作を続け、同業者からも驚嘆の声が上がる程の多作家として知られる。

## エピソード・人物
- 牧歌的な音楽性同様、その人柄も温厚。マンチェスター・メトロポリタン大学に学位を持ち、英語、ウェールズ語の他、スペイン語もこなす。
- アニメやコミックといったポップ・アートに関心が強く、日本のサブ・カルチャーにも造詣が深い。ファーリーズのライヴでは、ジュウレンジャー（パワーレンジャー）のフルフェイスを被ってのパフォーマンスが近年の恒例である。

## ディスコグラフィー

### オリジナル・アルバム
- Yr Atal Genhedlaeth (アル・アタル・ゲンヘッドライス) (2005年)
- Candylion (キャンディライオン) (2007年)
- Hotel Shampoo (ホテル・シャンプー) (2011年)
- American Interior(アメリカン・インテリア)  (2014年)
- Babelsberg (2018年)
- Pang! (2019年)
- Seeking New Gods(シーキング・ニュー・ゴッズ)  (2021年)
- Sadness Sets Me Free (2024年)

### サウンドトラック
- Set Fire To The Stars (2016年)
- The Almond & The Seahorse (2023年)